# Thomas Simpson
Pour les articles homonymes, voir Simpson.
Ne pas confondre avec les mathématiciens Edward Simpson et Robert Simson et avec Thomas Simpson (explorateur)

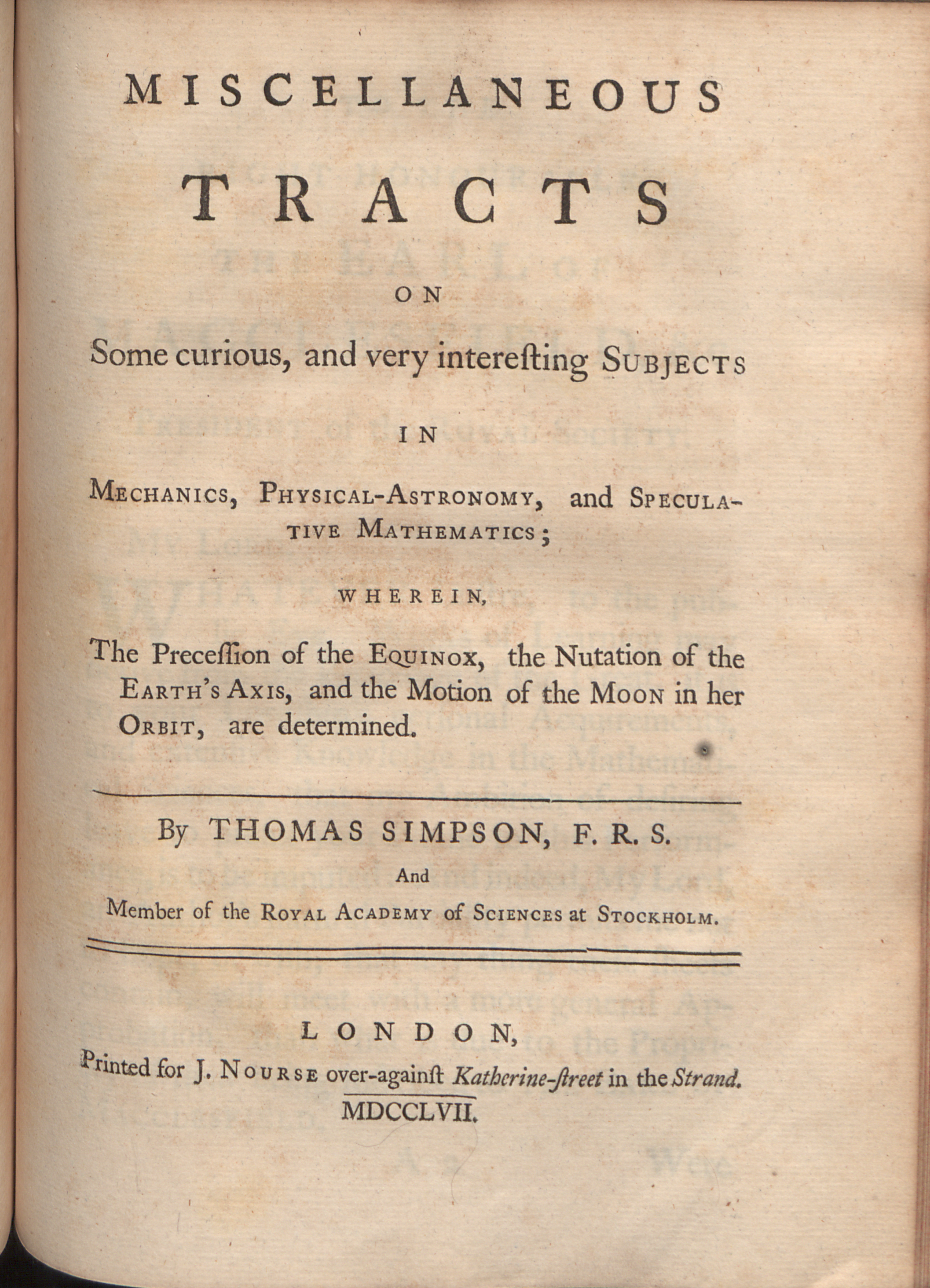
Miscellaneous tracts, 1757

Thomas Simpson, né le 20 août 1710 à Market Bosworth, village du comté de Leicestershire en Angleterre et mort le 14 mai 1761 est un mathématicien anglais autodidacte. Il fut partagé entre une vie turbulente et ses travaux de mathématiques en calcul infinitésimal. Son nom demeure attaché aux formules trigonométriques de factorisation et à une méthode pour l'évaluation approchée des aires planes. Il est un ardent défenseur des théories d'analyse de son compatriote Isaac Newton.

## Biographie
Fils d’un tisserand, il apprend les mathématiques principalement de façon autodidacte dans sa jeunesse. En fait, bien qu’il soit allé à l’école dans sa ville natale, il a tôt fait de suivre les traces de son père et travailler comme tisserand. Son intérêt pour les mathématiques et l’astronomie a été attisé par une éclipse solaire qui a eu lieu en 1724. À la suite de cet événement, aidé d’un diseur de bonne aventure, il apprend à maîtriser l’arithmétique d’Edward Cocker (en) ainsi que les notions d’algèbre. Quelque temps après, il quitte son métier de tisserand et se retrouve maître dans une école de Nuneaton, pas très loin de Market Bosworth. De 1725 jusqu’à environ 1733, il enseigne donc les mathématiques dans cette école, tout en continuant de parfaire ses propres connaissances. À cette date, et d’après des rumeurs selon lesquelles il aurait fait peur à certaines de ses étudiantes en convoquant le démon, il a dû fuir avec sa femme vers Derby. La durée de son séjour à Derby n’est pas très bien connue, par contre, on sait qu’en 1736 il est installé à Londres où il élève sa famille. Il se marie en 1730 avec une certaine Swinfield, avec qui il a deux enfants : Elizabeth, née en 1736 et  Thomas, né en 1738. À ses débuts à Londres, retour aux sources : il pratique le métier de tisserand à nouveau. De plus, dans ses temps libres, il partage ses connaissances dans les cafés, à l’époque souvent considérés comme les « Penny Universities » pour l’éducation qu’on pouvait y acquérir à bas coût en y écoutant les lecteurs. En 1743, il est nommé professeur de mathématiques à Woolwich et, deux ans plus tard (le 5 décembre 1745), il est élu membre de la Royal Society. Il continue à travailler à Londres comme enseignant et chercheur en mathématiques jusqu’à sa mort le 14 mai 1761.

## Travaux
Le premier texte que Simpson a publié concernant les mathématiques est le Treatise of Fluxions en 1737. La « fluxion », terme employé par Isaac Newton pour parler de la dérivation d'une fonction continue, était un sujet maîtrisé par seulement quelques mathématiciens à cette époque. Il a d’ailleurs écrit un second volume à ce sujet en 1750 : The Doctrine and Application of Fluxions. Cet ouvrage, contenant également les travaux de Roger Cotes (1682-1716), est d’ailleurs considéré comme l’un des meilleurs ouvrages sur le sujet. 
En 1740, il publie un article concernant la théorie probabiliste : The Nature and Laws of Chance. Ses travaux à ce sujet étaient basés sur ceux de De Moivre. En 1742, il écrit The Doctrine of Annuities and Reversions. En 1743, Simpson publie Mathematical Dissertations on a Variety of Physical and Analytical Subjects dans lequel il discute, entre autres, des forces d’attraction près des corps sphériques, de la théorie des marées et la loi de la réfraction astronomique. Ensuite viennent A Treatise of Algebra (1745), Elements of Geometry (1747), Trigonometry, Plane and Spherical (1748), Select Exercises in Mathematics (1752) et finalement Miscellaneous Tracts on Some Curious Subjects in Mechanics, Physical Astronomy and Special Mathematics (1757).
Parmi tous ses travaux, Simpson est surtout reconnu grâce à la méthode d’intégration numérique qui porte son nom : la méthode de Simpson. De façon simple, cette méthode consiste à grouper trois points consécutifs d’une courbe et de remplacer l’arc de courbe passant par ces trois points par un arc de paraboles afin de calculer l’aire sous la courbe. Bien que cette théorie apparaisse dans les travaux de Simpson, elle est en fait réellement la réalisation de Newton. Par ailleurs, elle aurait été utilisée 200 ans auparavant par Johannes Kepler.